# Venus (Zara Larsson)
Venus è il quarto album in studio della cantante svedese Zara Larsson, pubblicato il 9 febbraio 2024.

## Antefatti
Il 30 dicembre 2022 Zara Larsson ha rivelato che il suo album successivo era al 70% completo. Durante un'intervista per Official Charts Company, nell'aprile 2023, ha definito il disco «una montagna russa di emozioni», rivelando di aver incluso sia canzoni dance che ballate. Venus è stato annunciato ufficialmente il 26 ottobre 2023 attraverso i social media della cantante.
La copertina del disco, un riferimento alla Nascita di Venere di Botticelli, raffigura Larsson parzialmente nuda con lunghi capelli dorati e coperta solamente da una conchiglia rosa.

## Accoglienza
| Recensione   | Giudizio |
| ------------ | -------- |
| AllMusic     |          |
| Clash        | 9/10     |
| DIY          |          |
| The Guardian |          |
| The Skinny   |          |

Venus è stato accolto con recensioni perlopiù positive da parte dei critici musicali. Su Metacritic, sito che assegna un punteggio normalizzato su 100 in base a critiche selezionate, il disco ha ottenuto un punteggio medio di 72 basato su sette recensioni.

## Tracce
1. Can't Tame Her – 3:17
2. More Than This Was – 3:13
3. On My Love – 3:42
4. Ammunition – 3:42
5. None of These Guys – 2:42
6. You Love Who You Love – 3:05
7. End of Time – 3:29
8. Nothing – 2:47
9. Escape – 3:14
10. Soundtrack – 3:23
11. Venus – 3:27
12. The Healing – 3:10

## Classifiche

### Classifiche settimanali
| Classifica (2024) | Posizione massima |
| ----------------- | ----------------- |
| Austria           | 63                |
| Belgio (Fiandre)  | 42                |
| Belgio (Vallonia) | 36                |
| Finlandia         | 17                |
| Francia           | 85                |
| Germania          | 71                |
| Islanda           | 37                |
| Norvegia          | 4                 |
| Paesi Bassi       | 73                |
| Polonia           | 98                |
| Portogallo        | 118               |
| Regno Unito       | 15                |
| Spagna            | 76                |
| Svezia            | 3                 |
| Svizzera          | 31                |

### Classifiche di fine anno
| Classifica (2024) | Posizione massima |
| ----------------- | ----------------- |
| Svezia            | 23                |